# Pulpe de la dent

Détail d'une molaire humaine.1. Dent 2. Émail dentaire 3. Dentine 4. Pulpe dentaire 5. Chambre pulpaire 6. Pulpe radiculaire 7. Cément 8. Couronne 9. Cuspide 10. Sillon 11. Collet 12. Racines 13. Furcation 14. Apex 15. Foramens apicaux 16. Sulcus gingivae 17. Parodonte 18. Gencive 19. Gencive libre 20. Gencive marginale 21. Gencive attachée 22. Ligament alvéolo-dentaire (desmodonte) 23. Os alvéolaire 24. 25. 26. 27. Canal alvéolaire.

La pulpe de la dent (ou pulpe dentaire) est l'ensemble des tissus de l'intérieur de la cavité dentaire (ou chambre pulpaire).
Elle se répartit en pulpe coronale située dans la cavité de la couronne dentaire et en pulpe radiculaire (ou nerf de la dent) située dans les canaux de la racine de la dent (ou canaux radiculaires).
La pulpe est parcourue par des nerfs, transmettant les signaux douloureux et autres, par des vaisseaux sanguins, assurant la vascularisation des odontoblastes, qui synthétisent la dentine, par quelques vaisseaux lymphatiques.
Les vaisseaux et les nerfs pénètrent dans la cavité dentaire par les foramens des apex de la dent.

## Structure

### Cellules
La zone sous-odontoblastique ou zone de Weil est une zone acellulaire qui contient un important plexus/réseau vasculo-nerveux.

#### Odontoblastes
Composés d'un corps dans la pulpe en forme de palissade et en prolongement dans les tubuli dentinaires. La pulpe peut être séparée des odontoblastes par la zone claire de Weil, acellulaire et inconstante.
Ce sont des cellules post-mitotiques, responsables de la dentinogenèse (sécrétion de la prédentine et la métadentine). Les odontoblastes participent à la réponse inflammatoire.

#### Cellule de Hohl
Petites cellules rondes possédant la capacité de remplacer les odontoblastes et de former une dentine de réparation.

#### Fibroblastes
Ils possèdent la capacité de se différencier en odontoblastes et de former une dentine de réparation. Rôle de synthèse et entretien de la matrice extra-cellulaire.

#### Autres
- Cellules souche : capacité de se différencier en odontoblaste et de former une dentine de réparation. Ces cellules polypotentes ont une localisation paravasculaire (péricyte).
- Cellules de défense immunitaire

### Matrice extracellulaire
Elle est composée pour 34 % de collagène (par importance décroissante : type I, type III, type V, type VI et type IV) et pour 66 % d'éléments non collagéniques (glycoprotéines, glycosaminoglycanes, élastane, lipides et métalloprotéinase matricielle).

### Vascularisation
Une artériole pulpaire pénètre dans la dent par le foramen apical. Une fois dans la chambre pulpaire, l'artériole se ramifie en capillaires fenestrés. La palissade odontoblastique contient des anses capillaires.
Le retour veineux se collecte dans chaque racine de la dent.

### Innervation neurovégétative
Elle est responsable de la régulation du flux sanguin et est assurée par des fibres sympathiques ; des fibres amyeliniques ; des fibres vasomotrices.

### Innervation sensitive
L'innervation sensitive est réalisée par diverses fibres sensitives issues du nerf alvéolaire : fibres myéliniques (A delta) ; fibres peu myéliniques (A beta) ; fibres amyéliniques (fibres c).
Ces fibres pénètrent le foramen apical pour cheminer au sein des canaux radiculaires pour atteindre la pulpe. Au sein de la chambre pulpaire les fibres se subdivisent et ce sont les ramifications terminales qui se situent dans la zone sous-odontoblastique qui forme le plexus de Rashkow.

## Aspect clinique

### Étiologie des pathologies pulpaires
- Les bactéries. Quand la carie arrive à la limite émail/dentine, on peut déjà observer des modifications au niveau de la pulpe.
- Anomalies de développement. Des dents invaginées ou évaginées augmentent le risque de pathologie pulpaire.
- Facteurs iatrogènes. Lors de la taille de la dentine, il faut éviter d'agresser la pulpe. Agressions possibles : échauffement ; pression ; dessèchement ; tenons dentinaires.
- Traumatismes aigus. Une luxation, une fracture ou une fêlure allant jusqu'à la pulpe nécessitent la dévitalisation de la dent.
- Traumatismes chroniques. Des problèmes occlusaux, un bruxisme, des forces orthodontiques trop brutales agressent la pulpe.

### Paléodiagnostic
La pulpe dentaire peut être extraite de squelettes très vieux, exceptionnement âgés de 2000 ans. Son état de conservation peut permettre de l'étudier par diverses techniques de recherche utilisées couramment pour des tissus contemporains. La pulpe dentaire peut ainsi fournir de nombreuses données sur la santé des individus dont le squelette a été retrouvé.